# AIDC AT-3
AIDC АТ-3 «Чжу Чунь» (кит.: 自強; піньїнь: Zìqiáng; «Самозабезпечення») — тайванський двомісний навчально-тренувальний та легкий ударний літак, який вирізнявся високою маневреністю та використовувався повітряними силами китайських націоналістів.

## Історія
Проектування літака розпочалося у 1975 році центром розробок авіаційної промисловості Тайваню спільно з компанією «Нортроп». У 1978 році проект з традиційно низьким розташуванням крил, трьохточковим шасі, послідовним розташуванням крісел пілотів і турбореактивних двигунів, встановлених по обидві сторони фюзеляжу був схвалений. Льотні випробування дослідних екземплярів літака розпочалися у вересні 1980 року, після яких був укладений контракт на виготовлення 60 літаків АТ-3А «Чжу Чунь». Згодом 45 літаків були вдосконалені (зокрема, були модернізовані радар і коліматорний індикатор). Ця модель отримала позначення АТ-3В.

## Варіанти

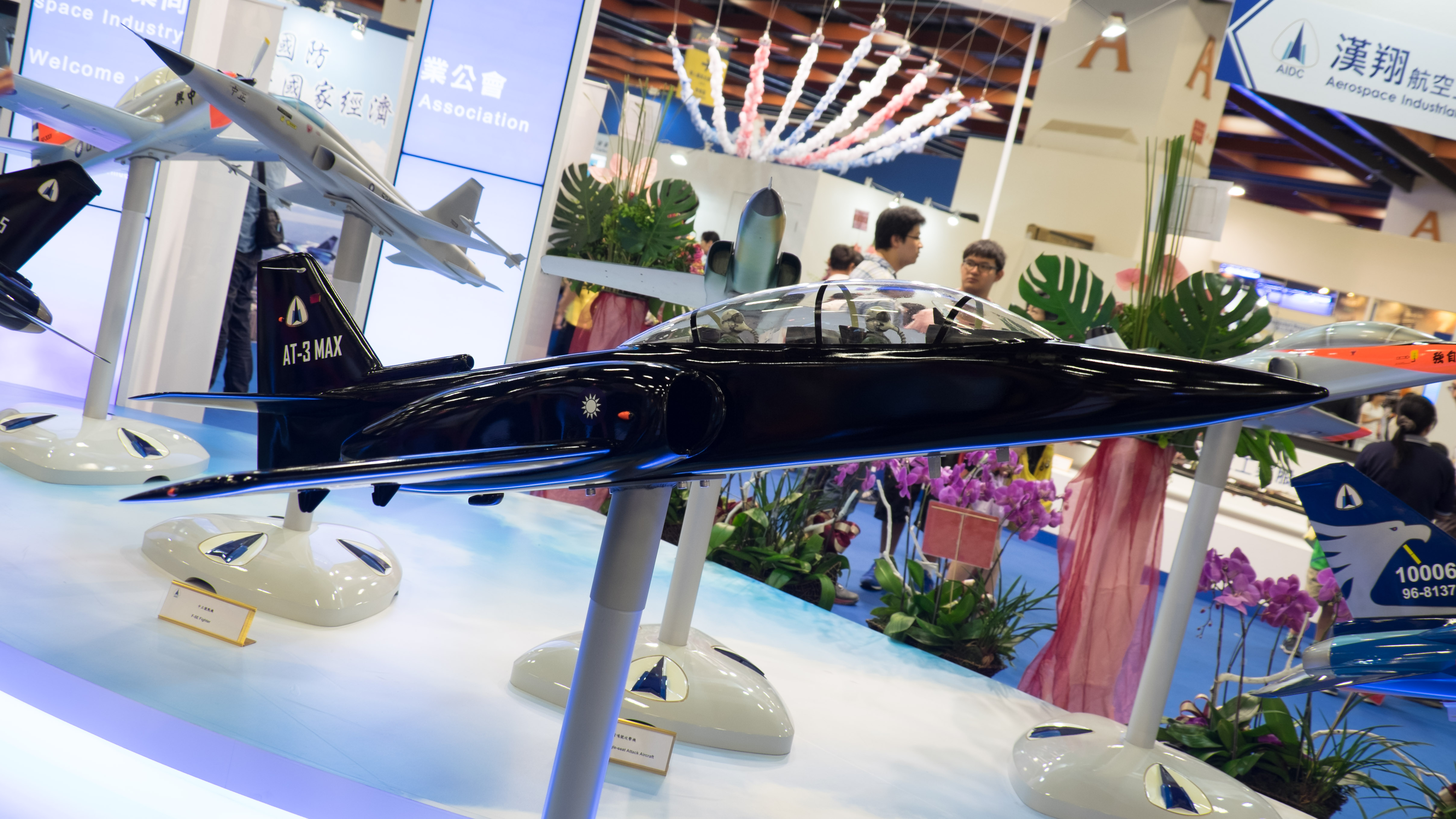
Демонстрація моделі AT-3 Max Advanced Trainer на стенді AIDC

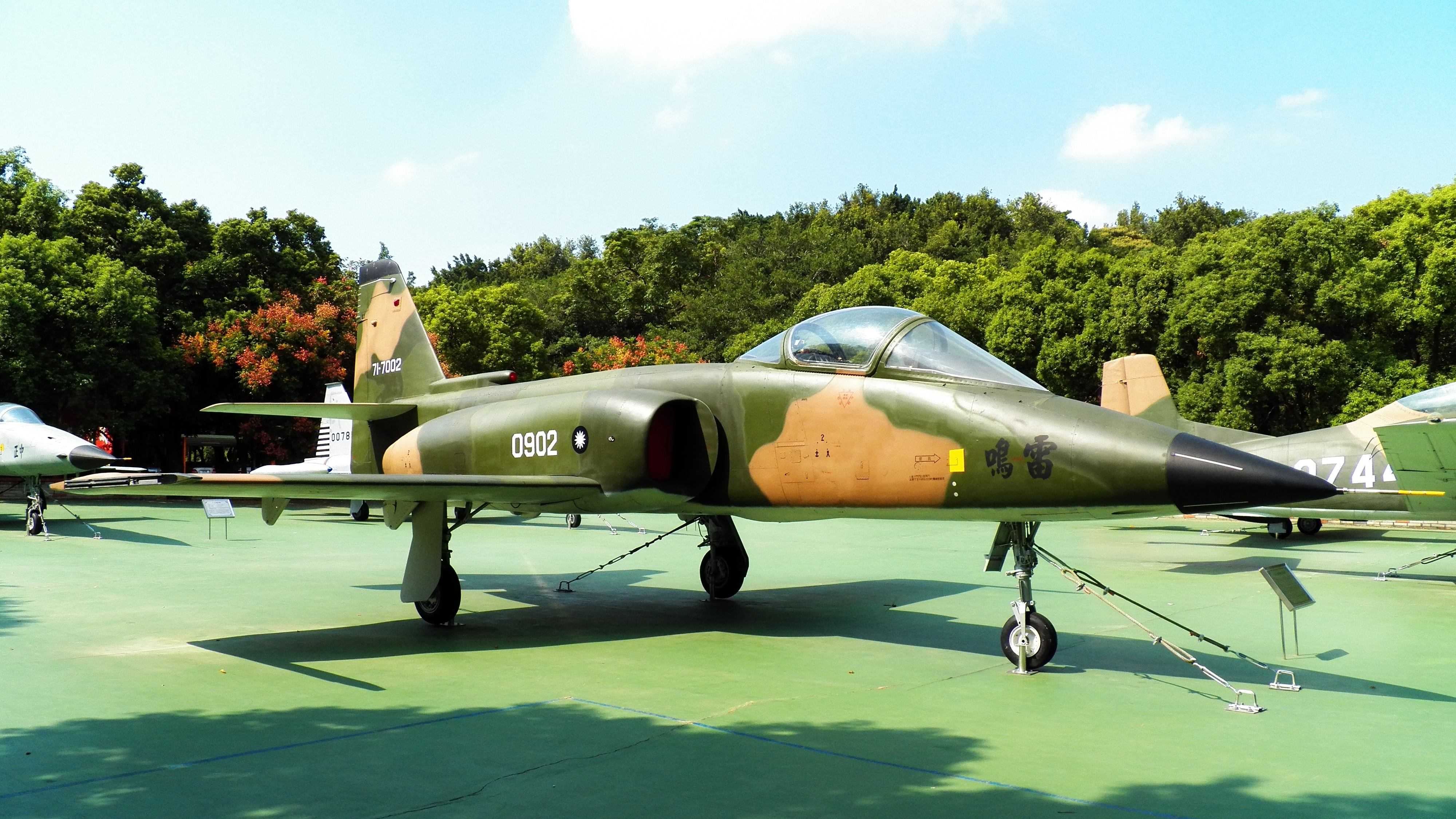
XA-3 у

- XAT-3 : Перші два двомісні прототипи.
- AT-3A : Двомісний передовий реактивний навчально-тренувальний легкий штурмовик для Повітряних сил Китайської Республіки. Було побудовано 60 серійних літаків.
- AT-3B : Двомісний штурмовик для Повітряних сил Китайської Республіки. 45 із 60 літаків AT-3A були заплановані для модернізації до стандарту AT-3B, який включає радар APG-66T і прозорий дисплей (HUD) як проект оновлення середнього терміну експлуатації. Статус наразі невідомий.
- XA-3 (Lei Ming): Одномісний штурмовик. Було створено два прототипи, але програму було скасовано через те, що першочергову увагу поставили на AIDC F-CK-1 Ching-kuo. Знятий з експлуатації та виставлений на показ.

## Технічні характеристики
| Параметр              | Характеристика | Зображення |
| --------------------- | --- | ---------- |
| Силова установка      | два турбовентиляторні двигуна «Garrett» TFE731-2-2L зі статичною тягою 1588 кг |            |
| Льотні характеристики | максимальна швидкість 904 км/год на висоті 11000 м; практична стеля 14650 м; дальність польоту зі звичайним запасом палива — 2280 км |            |
| Маса                  | порожнього — 3855 кг; максимальна злітна — 7940 кг |            |
| Розміри               | розмах крила — 10,46 м; довжина — 2,90 м; висота — 4,36 м; площа крила — 21,93 м² |            |
| Озброєння             | два 12,7-мм кулемета в підфюзеляжному відсіку; дві керовані ракети класу «повітря—повітря» AIM-9 «Sidewinder»; бойове навантаження 2720 кг на 5 інших точках підвіски — ракети класу «повітря—земля», контейнери з автоматичними гарматами, касетні та звичайні бомби |            |